# 瓦特维尔 (厄尔省)
瓦特维尔（法語：Vatteville，法語發音：[vatvil]）是法国厄尔省的一个市镇，位于该省东北部，属于莱桑德利区。

## 地理
瓦特维尔（49°16'33"N, 1°17'41"E）面积4.27 平方千米，位于法国诺曼底大区厄尔省，该省份为法国北部内陆省份，北起滨海塞纳省，西接奧恩省和卡爾瓦多斯省，南至厄尔-卢瓦省，东临瓦兹省、瓦兹河谷省和伊夫林省。
与瓦特维尔接壤的市镇（或旧市镇、城区）包括：昂夫勒维尔苏莱蒙、厄克维尔、瓦特维尔附近多伯夫、科内勒、波特德塞纳。
瓦特维尔的时区为UTC+01:00、UTC+02:00（夏令时）。

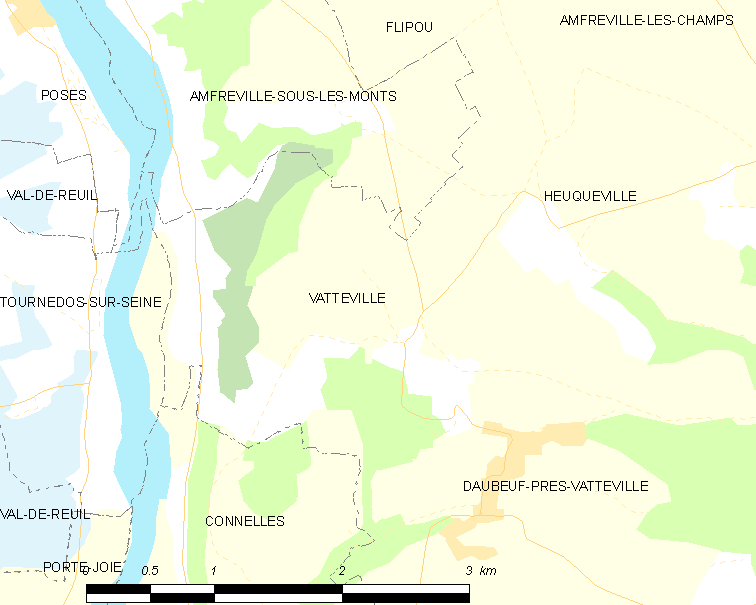
瓦特维尔的OSM定位图

## 行政
瓦特维尔的邮政编码为27430，INSEE市镇编码为27673。

## 政治
瓦特维尔所属的省级选区为莱桑德利县。

## 人口

1962-2008年间瓦特维尔人口变化图示

瓦特维尔于2022年1月1日时的人口数量为177人。